# William Hale Thompson
William Hale Thompson (ur. 14 maja 1869 w Bostonie, zm. 19 marca 1944 w Chicago) – amerykański polityk republikański, burmistrz Chicago w latach 1915-1923 i 1927-1931, jak dotąd ostatni reprezentant tej partii na tym stanowisku.
Thompson urodził się w Boston, ale rodzina przeniosła się do Chicago, gdy miał zaledwie dziewięć dni. W młodości pracował na ranczu w Teksasie, do Chicago powrócił w 1892 roku, na wieść o śmierci ojca.
Po raz pierwszy pełnił urząd burmistrza w latach 1915-1923, powrócił do ratusza w 1927 roku, z pomocą Ala Capone. Okres jego rządów oraz on sam to okres rozkwitu w mieście korupcji i mafii. Thompson jest uważany za najbardziej skorumpowanego burmistrza w historii Stanów Zjednoczonych.
W 1931 roku stanął do kampanii, w celu reelekcji. Jego konkurentem z Partii Demokratycznej był Anton Cermak, imigrant z Czech. W czasie kampanii Thompson próbował dyskredytować rywala i wyśmiewać jego pochodzenie, nie przyniosło to jednak rezultatu. Zwycięzcą wyborów został Cermak.
Zmarł 19 marca 1944 roku.